# Anna Casagrande
Anna Casagrande (* 26. Juli 1958 in Mailand) ist eine ehemalige italienische Vielseitigkeitsreiterin.

## Werdegang
Casagrande nahm mit ihrem Pferd Daleye an den Olympischen Sommerspielen 1980 in Moskau teil und errang dort beim Vielseitigkeitsreiten im Mannschaftswettkampf die Silbermedaille. Im Einzel belegte sie den siebten Platz.